# Asparagus ledebourii
Asparagus ledebourii är en sparrisväxtart som beskrevs av Pavel Ivanovich Misczenko. Asparagus ledebourii ingår i släktet sparrisar, och familjen sparrisväxter. Inga underarter finns listade i Catalogue of Life.